# جواو باولو دي فابيو
جواو باولو دي فابيو (بالبرتغالية: João Paulo Fabio‏) هو لاعب كرة قدم برازيلي، ولد في 24 نوفمبر 1979 في ساو كارلوس في البرازيل. لعب مع أتلتيكو باراناينسي ونادي بوسان أي بارك ونادي ثون ونادي كالياري ونادي كومو.

## وصلات خارجية
- جواو باولو دي فابيو على موقع دوري كوريا الجنوبية (الإنجليزية)
- جواو باولو دي فابيو على موقع عالم كرة القدم.نت (الإنجليزية)